# Václav Červinka (1807)

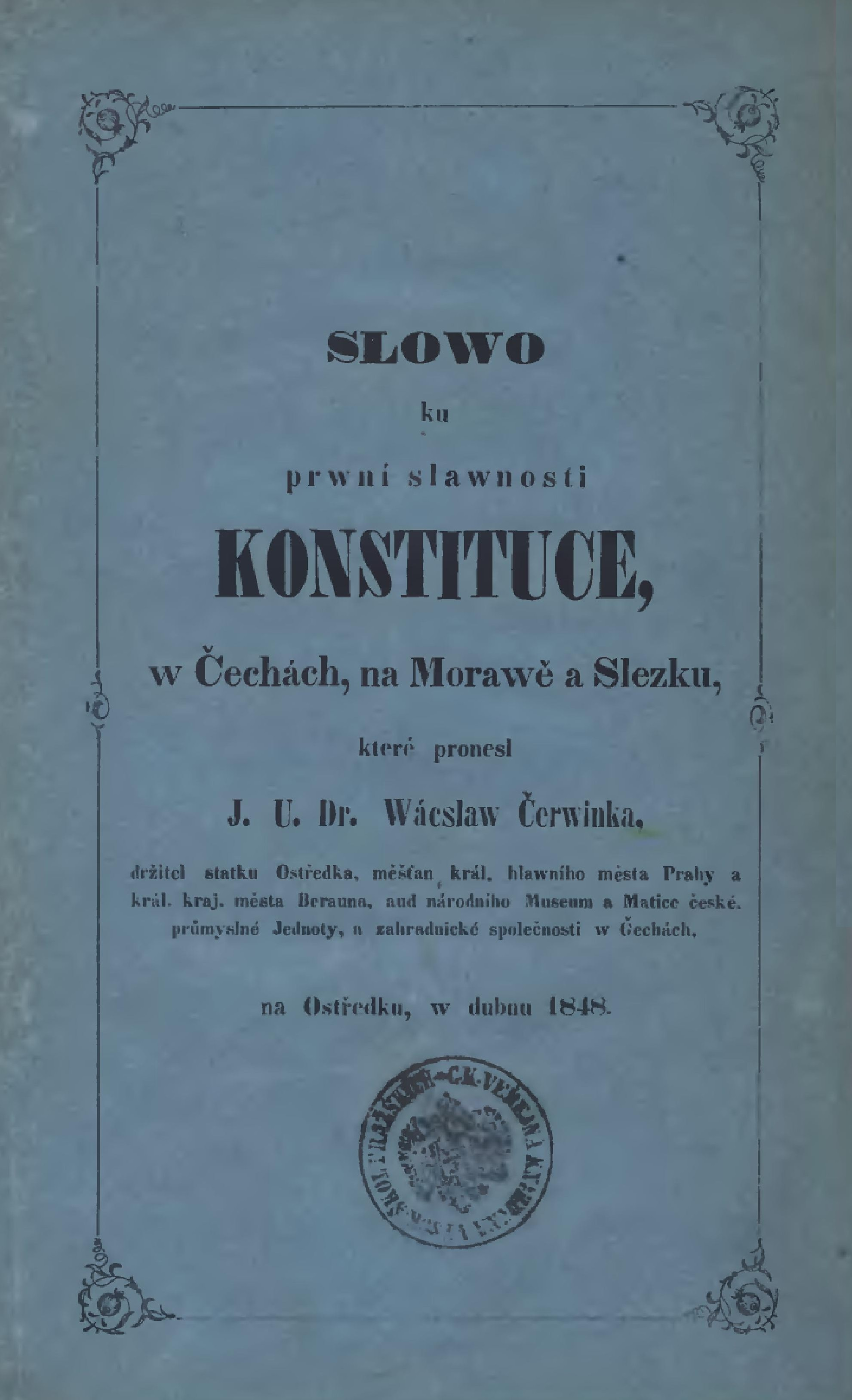
Slovo ku první slavnosti Konstituce, v Čechách, na Moravě a Slezsku, které pronesl JUDr. Václav Červinka na Ostředku v dubnu 1848

Václav Červinka (8. ledna 1807 Krupná - 21. července 1870 Praha), byl český právník, politik a velkostatkář.

## Život
Václav Červinka se narodil poblíž Karlštejnu v obci Krupná v rodině vrchního rychtáře karlštejnského a sedláka Antonína Červinky a jeho ženy Evy rodem Jirasové ze Svinař. Obecnou školu navštěvoval v obci Obilná u Chebu a následně jí dokončil v Litni, tedy blíže ke svému rodnému kraji. Od roku 1818 pokračoval ve studiu v Praze na gymnáziu na Malé Straně a následně pokračoval na filozofické fakultě Univerzity Karlovy a v roce 1837 absolvoval na právnické fakultě téže university a získal titul JUDr. Později působil jako vychovatel ve šlechtických rodinách.
V roce 1841 se oženil s Alžbětou Vojáčkovou a převzal do správy dvůr Veselá u Berouna. S manželkou měl později Václav Červinka šest dětí, Vladimíra (*1842), Otakara (*1846), Václava (*1844) Jaroslava (*1848), Miloše (1850–1850), Miloše Drahotína (*1852) a Marii Matildu (*1855), které se všechny později uplatnily ve veřejném životě.
V roce 1844 zakoupil velkostatek v Ostředku u Benešova a za tři roky přikoupil ještě velkostatek v Lišanech u Rakovníka a z obou postupně vytvořil vzorná hospodářství s prvky tržní zemědělské ekonomiky. Později zde založil spolek Přátelé svobody v Ostředku a okolí, místní knihovnu a přednáškový sál. Správcem Červenkova velkostatku a jeho osobním přítelem byl František Jaroslav Čech, otec básníka Svatopluka Čecha. Spolu s ním se pak v březnu 1848 účastnil schůze ve Svatováclavských lázních, byl také delegátem Slovanského sjezdu a členem Národního výboru. V Ostředku pak pronesl 18. dubna roku 1848 řeč o významu ústavních svobod, kterou vydal v brožuře Slovo ku první slavnosti konstituce v Čechách, na Moravě a ve Slezsku. Vzápětí uspořádal sjezd benešovských občanů, při té příležitosti zorganizoval Národní gardu a agitoval proti frankfurtskému sněmu a pro řádné volby.
Na Slovanském sjezdu též podal návrh na odvolání chorvatských vojenských jednotek z českého a italského území. Jako volební komisař pro přípravu voleb do zemského sněmu se 11. 6. 1848 odebral do oblasti Dobříše. Po vypuknutí svatodušních bouří v Praze se vrátil domů, a tak unikl perzekuci. V září, téhož roku veřejně podpořil zrušení poddanství a svoji řeč publikoval v Domácím a hospodářském kalendáři na rok 1849.
V roce 1849 se pak stáhl do soukromí a věnoval se plánům na všeobecnou encyklopedii pro lid Rukověť života. Kolem roku 1864 se usadil v Praze a zde i koncem července roku 1870 zemřel a následně byl pohřben na Olšanech.
Václav Červinka byl předním liberálním demokratem své doby, ale politické ambice však neměl. V národním duchu vychoval své děti, uznával autoritu F. Palackého a F. L. Riegra, s nimiž se i úzce spřátelil.